# Marcin Karwowski
Pour les articles homonymes, voir Karwowski.
Marcin Karwowski, né le 8 octobre 1991 à Varsovie, est un joueur professionnel de squash représentant la Pologne. Il atteint en juin 2012 la 219e place mondiale sur le circuit international, son meilleur classement. Il est champion de Pologne à trois reprises entre 2011 et 2014.

## Palmarès

### Titres
- Championnat de Pologne : 3 titres (2011, 2013, 2014)